# 도린 마테우츠
도린 마테우츠(루마니아어: Dorin Mateuţ, 1965년 8월 5일 ~ )는 루마니아의 전직 축구 선수로, 포지션은 미드필더였다.
디나모 부쿠레슈티 소속 시절이던 1988-89 시즌에서 43득점을 기록하면서 리가 I 득점왕에 올랐으며 1989년 유러피언 골든슈를 수상했다. 1988년 루마니아 올해의 축구 선수로 선정되었으며 1990년 FIFA 월드컵에서 루마니아 대표로 출전했다.

## 수상

### 클럽
디나모 부쿠레슈티
- 리가 I 1회 우승 (1990)
- 쿠파 로므니에이 1회 우승 (1990)

### 개인
- 1988년 루마니아 올해의 축구 선수 선정
- 1989년 리가 I 득점왕 수상
- 1989년 유러피언 골든슈 수상